# Nord (Liège)
Pour les articles homonymes, voir Nord (homonymie).
Le Nord est un quartier administratif du nord de la ville de Liège, sur la rive gauche de la Meuse et s'étendant dans la plaine fluviale. 
Il comprend les sous-quartiers de Saint-Léonard et de Coronmeuse. Les artères principales sont le quai Saint-Léonard, la rue Saint-Léonard (voirie très ancienne), la rue Vivegnis et le quai de Coronmeuse.